# CONSUL 253

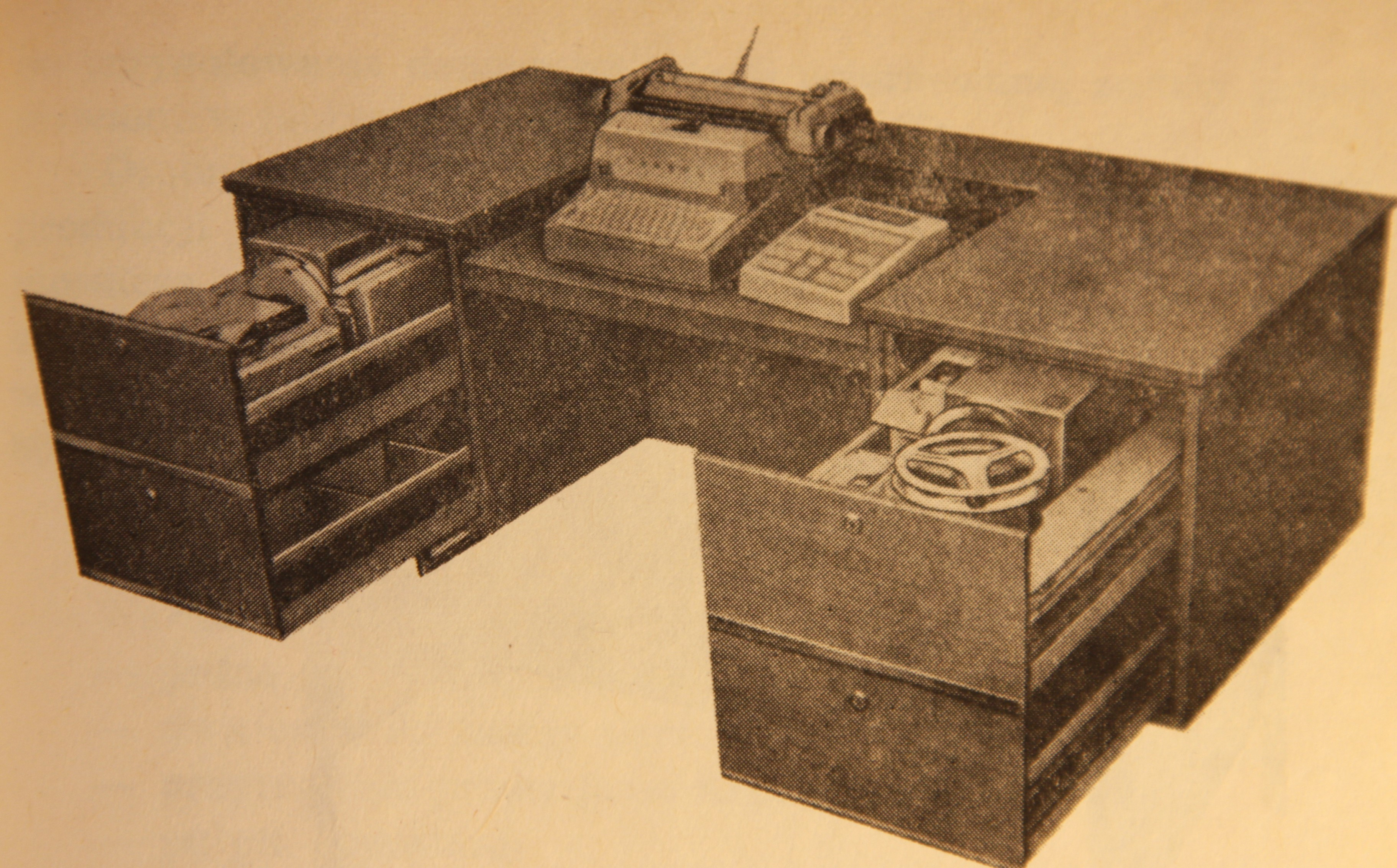
Urządzenie CONSUL 253

CONSUL 253, to tranzystorowy automat organizacyjny produkowany w latach siedemdziesiątych XX wieku przez czechosłowackie zakłady Zbrojovka Brno, należący do kategorii urządzeń z zakresu tzw. małej informatyki. W Polsce automat ten przeznaczony był do współpracy z dużymi systemami komputerowymi serii Odra 1300, z wykorzystaniem kodu Odra 1304.
Automat posiadał następujące zastosowanie:
- opracowanie dokumentów technicznych, administracyjnych, ewidencyjnych i korespondencji
- urządzenie peryferyjne systemów komputerowych
- przygotowanie taśm lub kart perforowanych z równoczesnym tworzeniem drukowanej dokumentacji
- odtworzenie nośników danych (taśm lub kart perforowanych), wprowadzenie nowych danych.

Zestaw CONSUL 253 składał się z podstawowych modułów:
- jednostka pisząca
- klawiatura funkcyjna
- moduł sterujący
- zasilanie
- stół
- czytnik taśmy perforowanej
- dziurkarka 332.5.

Wybrane dane techniczne:
- liczba klawiszy jednostki piszącej: 46
- liczba znaków: 89
- maksymalna liczba kopii: 5
- szerokość taśmy perforowanej: 25,4 mm.

Cały zestaw ważył około 200 kg. Zasilany był ze standardowej sieli 220 V, 50 Hz, przy czym moc pobierana wynosiła 190 W.